# T.S.V.V. Gepidae
Tilburgse Studenten Volleybalvereniging Gepidae werd in 1968 opgericht en is een studentenvolleybalvereniging in Tilburg. Het is de grootste teamsportvereniging aangesloten bij de Sportraad Fosst van de Universiteit van Tilburg.
In 2010 kreeg Gepidae ook een beachvolleybaltak, die gebruikmaakt van de buitenvelden van de Universiteit van Tilburg. Gepidae Beach was daarmee de eerste studentenbeachvolleybalvereniging in Tilburg.